# Kanina (Pologne)
Pour les articles homonymes, voir Kanina.
Kanina est une localité polonaise de la gmina et du powiat de Limanowa en voïvodie de Petite-Pologne.